# Jörg Ehlenbröker
Jörg Ehlenbröker (* 1961 in Schötmar) ist ein deutscher Autor von Vogelbüchern mit dem Schwerpunkt Papageienvögel. Er publiziert regelmäßig in Vogelfachzeitschriften wie der Papageien, Gefiederte Welt oder der AZ-Vogelinfo.

## Beruflicher Werdegang
Er begann schon in frühester Jugend mit der Vogelhaltung und -zucht. Nachdem zunächst Prachtfinken, Weichfresser, Sittiche und einige andere Tierarten gehalten und gezüchtet wurden, folgte bald eine Spezialisierung auf Sittiche.
Seit 1977 ist er Mitglied der Vereinigung für Artenschutz, Vogelhaltung und Vogelzucht (AZ) und war von 1978 bis 1996 Vorstand der AZ-Ortsgruppe Bad Salzuflen. Von 1986 an bis heute ist er in verschiedenen Funktionen im Vorstand der AZ-Landesgruppe Ostwestfalen-Lippe tätig, u. a. seit 1993 als stellvertretender Gremiumsdelegierter der AZ – AGZ sowie von 2007 bis 2016 als Landesgruppensprecher.
Bei der 1988 gegründeten Interessengemeinschaft (IG) Loris, Fledermaus- und Feigenpapageien war er Mitinitiator, Gründungsmitglied und später 13 Jahre der Sprecher dieser IG.
Nachdem er seit August 2014 kommissarisch als stellvertretender Sprecher der AZ – AGZ IG Neophema Nord eingesetzt war, ist er seit März 2016 gewählter Stellvertreter dieser IG. Des Weiteren im Bereich der AZ-AGZ der Koordinator der Arbeitsgruppe Neophemen (Grassittiche).
Einige Jahre war er im Wirtschaftsbeirat der AZ tätig. Im September 2015 hat er vom AZ-Vorstand die Aufgaben des – erstmals in der AZ Geschichte berufenen – AZ-Pressereferenten übertragen bekommen und wurde am 17. April 2016 auf der AZ-Hauptversammlung in Marienfeld zum AZ-Vizepräsidenten gewählt.
Für diese und weitere Aktivitäten in der AZ wurde ihm die AZ – Ehrennadeln in Bronze, Silber und Gold verliehen.
Im Laufe der Jahre hat er über 130 Vogelarten erfolgreich gezüchtet, einige davon auch ausgestellt und mit seinen Nachzuchtvögeln mehrfach Bundesgruppensieger, Landessieger und Landesgruppensieger mit verschiedenen Sittichen und Agapornis- /Forpusarten errungen.
Im Jahre 1991 wurde die Zuchtrichterprüfung für Großsittich- und Papageienarten abgelegt. In dieser Eigenschaft folgten Einladungen zu Bewertungen in Deutschland und im benachbarten Ausland, aber auch nach Brasilien.
2000 hat er zusätzlich die Prüfung zum Schulungsleiter Sachkunde Vögel gemäß § 2 TierSchG vom 25. Mai 1998 abgelegt und zahlreiche Schulungen durchgeführt.

## Publikationen
1978 erschien sein erster Beitrag für eine Fachzeitschrift, dem bis heute weit über 300 Publikationen in verschiedenen in- und ausländischen Fachzeitschriften folgten. 1995, 2013 und 2015 erhielt er für „hervorragende Zuchtberichte“ in den AZ-Nachrichten und der AZ-Vogelinfo den Leopold-Keidel-Preis, 2008 erstmals die Leopold-Keidel-Medaille in Gold für die Arbeitsgemeinschaft AGZ; 2009 und 2016 folgten mit der Leopold-Keidel-Medaille in Bronze, 2010 und 2017 mit der Leopold-Keidel-Medaille in Silber sowie 2011, 2012, 2014 und 2015 wiederum mit der Leopold-Keidel-Medaille in Gold, alle ebenfalls in der AGZ, weitere Auszeichnungen für seine Veröffentlichungen.
2015 hat er die Redaktion des neuen Fachmagazins „Neophema & Neopsephotus Spezial“ übernommen.
In Autorengemeinschaft mit Renate Ehlenbröker und Eckhard Lietzow sind vier Fachbücher entstanden, von denen eins in die französische Sprache übersetzt wurde und mittlerweile in der 2. Auflage verfügbar ist. Diesen vier Büchern folgte mit dem Buch „Neophema / Neopsephotus – Die Grassitticharten und ihre Mutationen“ ein weiteres Werk als Einzelautor.

## Schriften (Auswahl)
- J. & R. Ehlenbröker und E. Lietzow: Rotsteißpapageien – Eine Monographie der Pionus-Arten. Eigenverlag. Detmold 1997.
- Jörg Ehlenbröker, Renate Ehlenbröker, Eckhard Lietzow: Agaporniden Unzertrennliche. Ulmer, Stuttgart (Hohenheim) 2001, ISBN 3-8001-3152-8.
- Jörg Ehlenbröker, Renate Ehlenbröker, Eckhard Lietzow: Edelsittiche. Band 14: Arten, Freileben, Haltung, Zucht, Vererbung. Bomlitz 2002, ISBN 3-923269-17-X.
- Jörg Ehlenbröker, Renate Ehlenbröker, Eckhard Lietzow: Agaporniden und Sperlingspapageien. 14 Verbreitungskarten. Ulmer, Stuttgart (Hohenheim) 2010, ISBN 978-3-8001-5431-9.
- Jörg Ehlenbröker: Neophema / Neopsephotus – Die Grassitticharten und ihre Mutationen. 2012.